# Bentivoglio (familie)

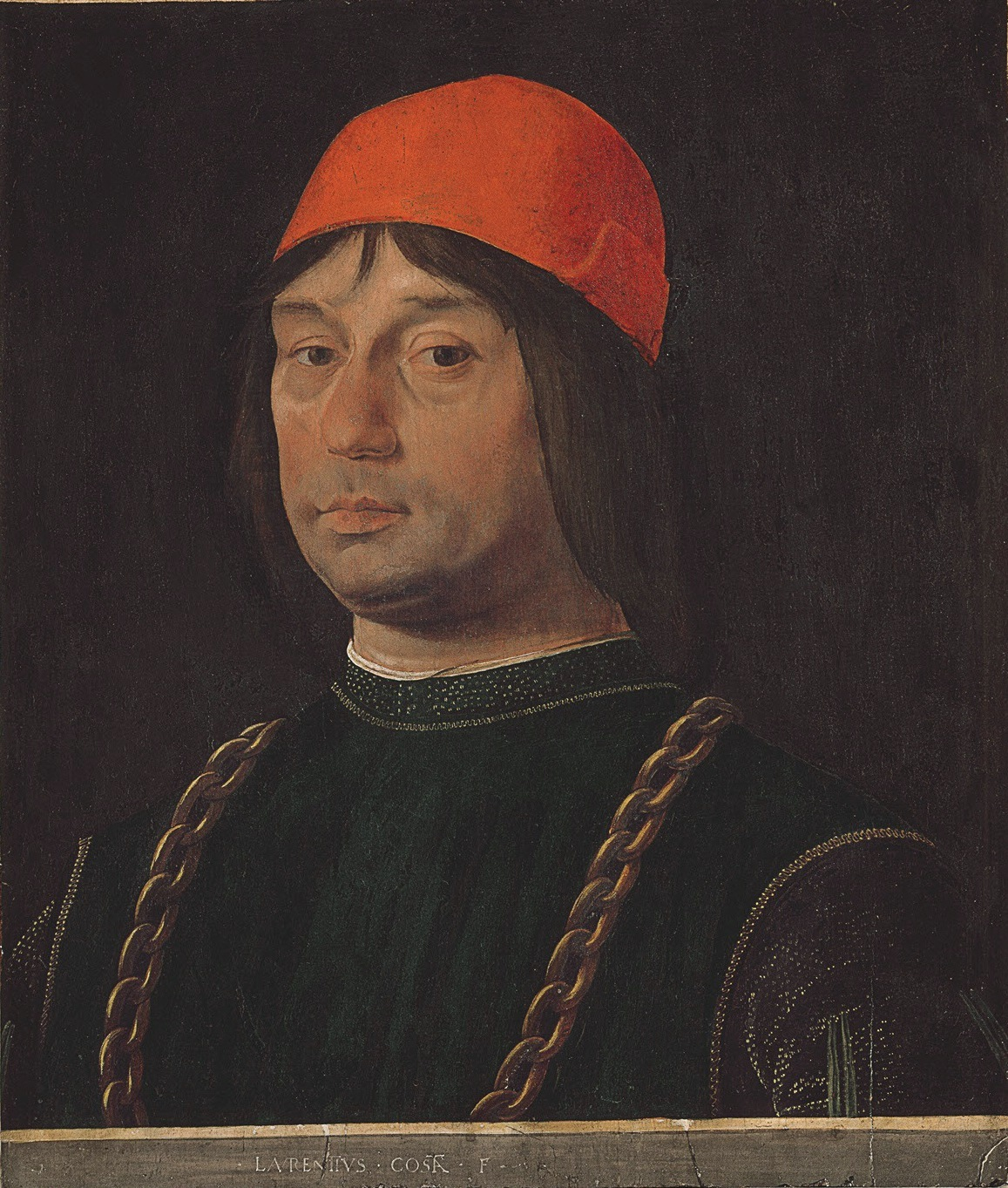
Giovanni II Bentivoglio

Bentivoglio (Bentivoius in het Latijn) was een Italiaanse familie. Zij heersten gedurende lange tijd als vorsten over Bologna. Zij waren het die de stad haar politieke autonomie bezorgden tijdens de renaissance.

## Heersers van Bologna

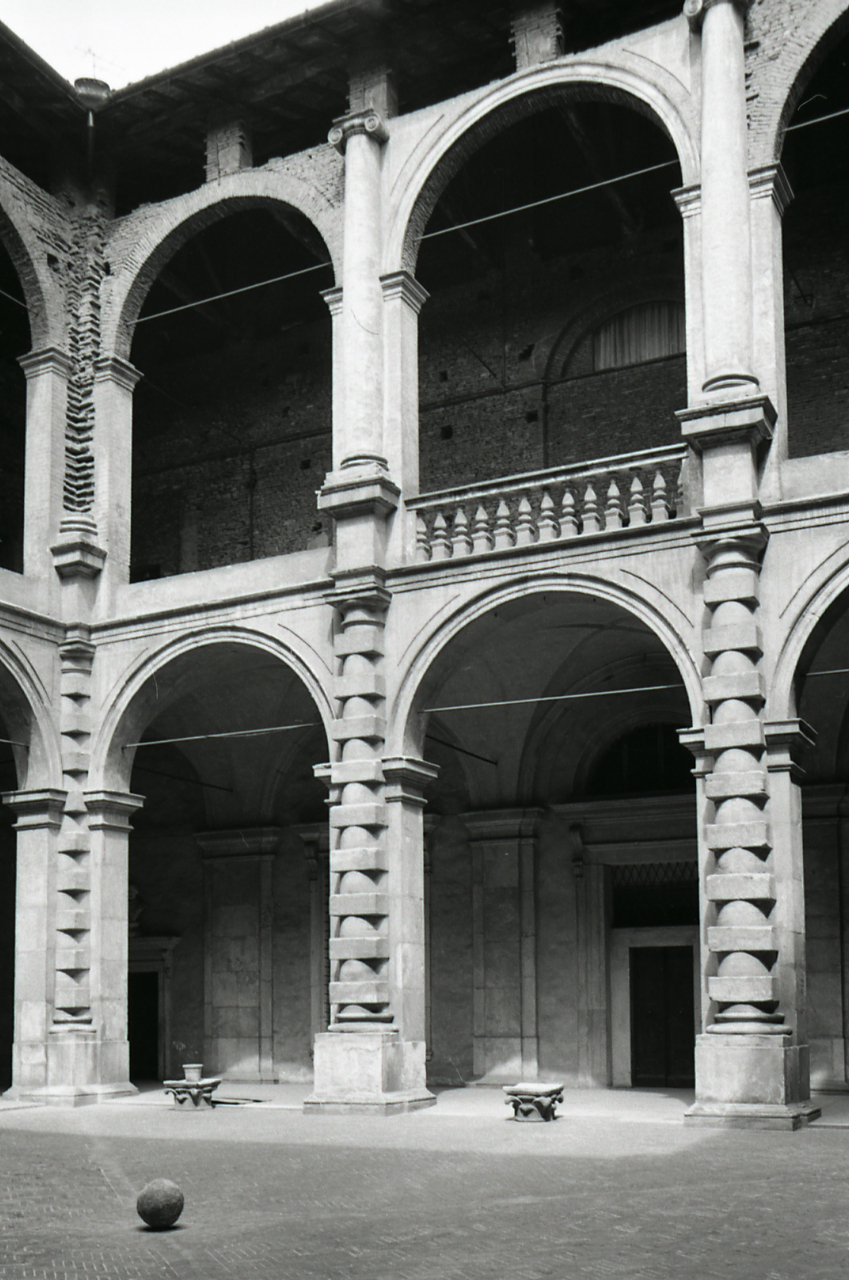
Palazzo Bentivoglio, via delle Belle Arti, Bologna. Photo Paolo Monti, 1969

In deze familie waren de volgende personen heerser over Bologna:
- Giovanni I, van 1401 tot 1402.
- Annibale I, was heerser in 1443 tot hij datzelfde jaar vermoord.
- Sante I (1426-1463); van 1443 tot 1463.
- Giovanni II (1443-1508); van 1463 tot hij door Paus Julius II in 1506 werd verbannen.
- Annibale II; keerde met de hulp van de Fransen terug naar de stad in 1511, heerste voor een jaar en werd dan vermoord.

## Andere bekende familieleden
Nadat ze in 1506 uit Bologna werden verdreven, vestigde de Bentivoglio-familie zich in Ferrara, waar ze enkele belangrijke kerkvorsten leverde, zoals:
- Kardinaal Guido Bentivoglio (1579-1641): een leerling van Galileo, was een van de kopstukken van de inquisitie, naast kardinaal Francesco Barberini en kardinaal Gaspar Borgia, die weigerde de veroordeling van Galileï te tekenen.
- Kardinaal Cornelio Bentivoglio (1668-1732).

In de 20e eeuw werd Galeazzo Bentivoglio (1923–1993), die omwille van de eer van zijn familie zijn naam liet veranderen in Galeazzo Benti, een acteur die in 78 films meespeelde.